# Březová u Karlových Var
Březová (deutsch Pirkenhammer, auch Hammer) ist ein Ort im Okres Karlovy Vary (Tschechien) mit etwa 500 Einwohnern.

## Geographische Lage
Die Ortschaft liegt im westlichen Böhmen am Fluss Teplá (Tepl).  Westlich des Dorfes liegt die Talsperre Březová (Talsperre Pirkenhammer).

## Geschichte
Das Dorf entstand etwa im 17. Jahrhundert um die dortigen Mühlen und Eisenschmelzen. Es wurde 1615 im Petschauer Herrschaftsurbar erstmals erwähnt. Bis 1713 gehörte Hammer zum Kataster von Funkenstein. Im 18. Jahrhundert wurde eine Papiermühle und 1803 eine Porzellanfabrik gegründet.
Nach dem Münchner Abkommen gehörte der Ort von 1938 bis 1945 zum Landkreis Karlsbad im Reichsgau Sudetenland, Regierungsbezirk Eger.
Im Dorf lebten vorwiegend Deutsche, die nach dem Zweiten Weltkrieg größtenteils vertrieben wurden. Der Ort hatte bis 1945 keinen tschechischen Namen.
Überregionale Bekanntheit erlangte der Ort durch die 1899 errichtete Schützenmühle, ein beliebtes Ausflugsziel der Karlsbader Kurgäste, sowie durch die Porzellanmanufaktur Pirkenhammer.

### Demographie
| Jahr | Einwohner | Anmerkungen |
| ---- | --------- | ----------- |
| 1857 | 0975      | [ 3 ]       |
| 1869 | 1287      | [ 3 ]       |
| 1900 | 1635      | [ 4 ]       |

## Persönlichkeiten
- Josef Geyer (1889–1972), Lehrer und Abgeordneter des tschechoslowakischen Parlaments.